# Brevissima ad divitias per contemptum divitiarum via est
Brevissima ad divitias per contemptum divitiarum via est (лат. изговор: бревисима ад дивицијас пер контемптум дивицијарум виа ест). Најкраћи је пут до богатства презирање богатства.(Сенека)

## Поријекло изреке
Ову изреку је изрекао почетком нове ере познати римски књижевник Сенека.

## Тумачење
Сенека мисли да је богатство презирање богаћења и незаинтересованост за богатством.